# Erythranthe visibilis
Erythranthe visibilis är en gyckelblomsväxtart som beskrevs av Guy L. Nesom. Erythranthe visibilis ingår i släktet Erythranthe och familjen gyckelblomsväxter. Inga underarter finns listade i Catalogue of Life.